# Antiga botiga Marnet

L'Antiga botiga Marnet és un edifici amb decoració modernista situat al carrer Ferran de Barcelona. Hi va haver una primera botiga establerta en aquest local cap a la fi del segle xix i que era propietat d'un comerciant francès de nom Marnet. Cap al 1910 Miquel Regàs hi va obrir una xarcuteria, activa fins a l'any 1922. Posteriorment, va ser una botiga d'objectes de regal anomenada Wolf. Des de 1999 va acollir una cerveseria d'aire irlandès de nom Molly's Fair City i ara Lennox.
De la decoració exterior cal destacar-ne el treball de fusteria i, especialment, el forjat sinuós de la barana del balcó, flanquejada per dos panells de formes corbes sota els quals hi ha el rètol de la botiga. Es conserva bona part de la decoració modernista original de finals del segle xix, tant a l'exterior com a l'interior.